# 五洲传播中心
五洲传播出版社即五洲传播中心，直属于中华人民共和国国务院新闻办公室，其主要任務是制作對外宣傳品，由中华人民共和国财政部代表国务院行使出资人权职。五洲传播出版社成立于1993年11月，1994年4月正式进入运营。
除了出版图书，五洲传播中心还有多项业务。中心的业务包括：策划、摄制影视作品，出版图书及电子音像出版物，承办国务院新闻办的海外活动，组织文化交流活动，开展会展、广告咨询服务，经营多家网站，出版外文杂志。中心经营的网站有：国务院新闻办网、中国人权网、中国新疆网、西藏人权网（后改名为西藏在线）、看中国网（Show china）。出版《城市漫步》系列期刊，共8种：全国版英文月刊《that's China》，北京版英文月刊《that's Beijing》，上海英文版月刊《that's Shanghai》，广州版英文月刊《that's PRD》；北京版日文月刊《Chamore Beijing》，上海版日文月刊《Chamore Shanghai》；北京版韩文月刊《Morning Beijing》，上海版韩文月刊《Morning Shanghai》。